# بخش هلیار (شهرستان ناکس، اوهایو)
بخش هلیار (به انگلیسی: Hilliar Township) یک منطقهٔ مسکونی در ایالات متحده آمریکا است که در شهرستان ناکس، اوهایو واقع شده‌است.
 بخش هلیار ۶۷٫۵ کیلومتر مربع مساحت و ۳٬۷۱۵ نفر جمعیت دارد و ۳۶۸ متر بالاتر از سطح دریا واقع شده‌است.